# Dann nenn es halt Liebe
Dann nenn es halt Liebe ist ein Film unter der Regie von Mira Gittner. Es spielen Marina Anna Eich und Roland Reber.

## Handlung
Ein älterer Herr bestellt immer wieder ein Callgirl, mit dem er Rollenspiele veranstaltet. Er notiert vorgefasste Szenen und Sätze auf kleine Kartons, die das Callgirl lernen und vortragen soll. Nach einem Jahr will er mehr und es endet tragisch.

## Kritiken
- "Ein wunderschöner, lyrischer, erotischer Kurzfilm der berührt", Schani Krug, Produzent, USA
- "Brillantes Schauspiel, tolle Regie", Stellungnahme PARAMOUNT, Hollywood

## Auszeichnungen
- Marina Anna Eich wurde für ihre Rolle beim AMERICAN FILMMARKET 2002 zur besten Hauptdarstellerin gewählt.